# Hyde United FC
Hyde United Football Club is een Engelse voetbalclub uit Hyde, Greater Manchester. De club werd opgericht in 1919. Tussen 2010 en 2015 heette de club Hyde FC vanwege een sponsorovereenkomst met Manchester City.
Voordat Hyde United werd opgericht, had je Hyde FC. Deze club werd opgericht in 1885 en ontbonden in 1917. Twee jaar later werd Hyde United FC opgericht. De club had een nieuwe naam om zo de schulden van de oude club niet over te nemen. In dit artikel worden beide clubs behandeld.

## Geschiedenis

### Hyde FC
De club staat geboekstaafd in de geschiedenis als club die de zwaarste nederlaag geleden heeft in het Engelse competitievoetbal. Op 15 oktober 1887 verloor Hyde met 0-26 in de eerste ronde van de FA Cup tegen Preston North End, dat 2 jaar later de allereerste landskampioen zou worden. Doelman bij Hyde was toen Charles Bunyan, de latere bondscoach van het Zweeds en het Belgisch voetbalelftal.
In 1889 was de club medeoprichter van de Lancashire League maar verliet deze reeks na één seizoen en was dan medeoprichter van The Combination. Ook hier bleven ze maar één seizoen. Voor het seizoen 1906/07 sloot de club zich aan bij Second Division van de Lancashire Combination.
In 1906 fuseerde de club met Hyde St. George’s en verhuisde naar het stadion Ewen Fields. Tijdens de Eerste Wereldoorlog, in 1917 werd de club opgeheven. Twee jaar later werd Hyde United opgericht dat ook in Ewen Fields speelt. De club nam een nieuwe naam aan omdat Hyde FC zware schulden had en de nieuwe club deze niet wilde overnemen.

### Hyde United FC
In 1919 werd Hyde United FC opgericht. De club had aanvankelijk niets te maken met het oude Hyde FC. De nieuwe club sloot zich aan bij de Manchester League en won deze 5 keer. In 1930 verhuisde de club naar de Cheshire County League. De gouden jaren kwamen er in het decennium na de Tweede Wereldoorlog. In 1946 werd de Cheshire Senior Cup gewonnen en dit was de eerste trofee in een rij van velen in de volgende 10 jaar. In 1954 werd de 1ste ronde van de FA Cup behaald en daar verloor de club van Workington FC dat toen in de Football League speelde.
In 1968 was de club medeoprichter van de Northern Premier League maar trok zich na 2 seizoenen terug om financiële redenen en keerde terug naar de Cheshire County League waar ze een hele tijd bleven. In 1973 werd de League Cup gewonnen en begin jaren 80 de titel. Hierna keerde de club terug naar de Northern Premier League. In haar eerste seizoen scoorde Hyde 91 keer en een jaar later werd de finale van de League cup verloren op penalty’s van South Liverpool FC. In 1986 kon de club wel zegevieren tegen Gateshead FC.
Ook de volgende 10 jaar bleef de club wisselend succes hebben tot in 2001/02.
Het seizoen startte zeer slecht met 1 punt op 30, uiteindelijk kon de club zich nog redden van degradatie maar ook alleen maar omdat andere clubs hun licentie verloren. Het was slechts uitstel van executie want in 2003 degradeerde de club. Na één seizoen slaagde Hyde er echter in terug te keren en ging op zijn elan verder en won de Northern Premier League en de Manchester Premier Cup en promoveerde zo door naar de Conference North.
In 2010 werd opnieuw de naam Hyde FC aangenomen, vanwege een sponsorovereenkomst met Manchester City FC. Twee jaar later promoveerde de club naar de Conference Premier, waar de club twee seizoenen speelde. Na vijf jaar liep de sponsorovereenkomst af en de club ging weer verder onder de naam Hyde United. In 2017 haalde Hyde voor het eerst sinds 1994 de eerste ronde van de FA Cup. Hierin trad het thuis aan tegen MK Dons, destijds spelend in de League One. De club uit Milton Keynes bleek met 4-0 te sterk.

## Erelijst
- Ashton Challenge Cup: 1930/31, 1931/32, 1932/33, 1933/34, 1939/40, 1947/48
- Cheshire League kampioen: 1954/55, 1955/56, 1981/82
- Cheshire League Cup: 1933/34, 1952/53, 1954/55, 1972/73, 1981/82
- Cheshire League Shield: 1980/81, 1981/82
- Cheshire Senior Cup: 1945/46, 1962/63, 1969/70, 1980/81, 1989/90, 1996/97
- Edward Case Cup : 1956/57, 1957/58, 1959/60, 1980/81
- FA Cup eerste ronde: 1955/56, 1983/84, 1994/95
- Gavin Nicholson Memorial Trophy : 1979/80
- Gilcryst Cup: 1927/28, 1928/29, 1949/50, 1970/71
- Hyde Challenge Cup: 1927/28, 1928/29
- Lancashire & Cheshire Floodlit Trophy: 1954/55, 1955/56
- Lancashire Floodlit Trophy: 1986/87, 1987/88
- Manchester Intermediate Cup: 1955/56 (co-winnaar1957/58)
- Manchester Junior Cup: 1921/22, 1968/69
- Manchester League: 1920/21, 1921/22, 1922/23, 1928/29, 1929/30
- Manchester League Open Trophy: 1972/73
- Manchester Premier Cup: 1993/94, 1994/95, 1995/96, 1998/99, 2004/2005, 2005/2006
- Manchester Senior Cup: 1974/75
- Northern Premier League Chairman's Cup: 1999/2000, 2003/04
- Northern Premier League: 2004/2005
- Northern Premier League Runners Up: 1999/2000
- Northern Premier League Cup: 1985/86, 1989/90, 1995/96
- Northern Premier League Division One: 2003/04
- Peter Swailes Memorial Shield: 1996/97, 2004/05
- Ray Stanley Memorial Trophy: 2006/07
- Tameside Cup: 1972/73, 1973/74, 1975/76

## Records
- Record opkomst: 9500 tegen Nelson 1952/53 FA Cup
- Record overwinning: 13-1 tegen Eccles United 1921/22
- Record nederlaag: onbekend, vaak wordt gezegd 0-26 tegen Preston North End in 1887 maar dat was voor Hyde FC.
- Meeste wedstrijden voor de club: Steve Johnson 623
- Meeste goals voor de club: Peter O'Brien 247
- Meeste goals in één seizoen: Malcolm O'Connor 55 1986/87
- Meeste goals in één wedstrijd: Eamon O'Keefe 6 tegen Rhyl 1975/76
- Hoogste transfersom ontvangen: £50,000 voor Colin Little van Crewe Alexandra 1995/96
- Hoogste transfersom betaald: £8000 voor Jim McCluskie van Mossley 1989/90